# 게이머 (LGBT)

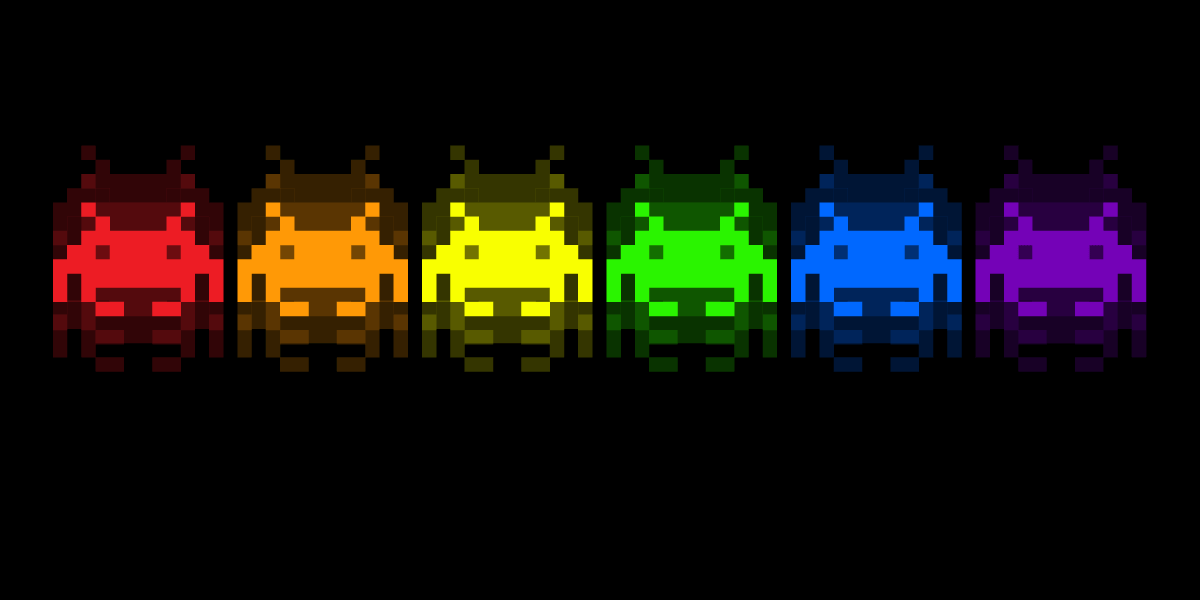

게이머(gaymer)는 자신이 게이, 양성애자, 레즈비언, 혹은 성전환자임을 밝히고 비디오 게임 커뮤니티에서 활동하는 사람들을 지칭하는 용어이다. 게이(gay)와 일반적으로 게임을 하는 사람을 나타내는 게이머(gamer)의 혼성어이다.

## 기원
단어의 확실한 기원은 알려지지 않았지만, 게이머(gaymer)라는 용어는 게임 게시판이나 채팅방에서 동성애자들이 그들을 커뮤니티의 다른 사람들과 구분하기 위해 가볍게 사용되어왔다. 이 용어는 게임 커뮤니티 바깥에서도 GLBT 게임 플레이어들을 구분하기 위한 용어로 받아들여지고 있다.
용어는 'gay'(게이)와 'gamer'(게이머)의 혼성어로, 대부분 그들과 그들을 지지하는 사람들을 긍정적으로 지칭하는 용어로 사용된다. 하지만 그 기원이 된 단어와 마찬가지로 경멸하는 투로도 사용될 수 있다.

## 커뮤니티
2006년 어바나-샴페인에 있는 일리노이 대학교에서는 사회학적 연구를 통해 게이 게이머들을 조사했다. 연구는 '유도된 질문'을 한다는 비판 속에서 게이 게이머들의 프로필과 게임 커뮤니티에서의 인식에 대한 걱정, 게임들에서의 게이 캐릭터의 존재성에 대해 집중했다. 연구의 저자는 게이 게이머들이 견뎌야 하는 선입견의 수준에 주목했다. "게이 게이머들은 양날의 선입견을 경험한다…주류 게이 문화와 매체들은 비디오 게임을 지지하지 않는다. 때문에 이들이 양날의 선입견 한 가운데 빠져있는 것을 볼 수 있다."

## 웹사이트
활동적인 게이 게이밍 관련 웹사이트들은 소수이지만, 인터넷 상에서 그들의 존재는 단기간에 증가했다. 그런 웹사이트들의 출현은 게이 게이머들이 다양한 주제에 대해 게이에 호의적인 환경에서 그들의 관점과 의견으로 토론할 필요가 있었기 때문이다. 게이 게이머들의 웹사이트는 꼭 동성애적 소재나 그림을 포함해야 한다고 한정하지 않는다. 그보다, 대부분 게임 그 자체에 대한 정보를 다루고 있다.
게이 게이머들을 위한 첫 사이트는 2001년 후반에 시작한 AllOutGames.com이다. 그 후 일반적인 게임 커뮤니티이자 리뷰 사이트로 변했지만 여전히 GLBT 게이머들을 위한 내용들이 많이 나왔었다. AllOutGames는 후에 HomoMojo.com으로 통합되었다.
Gamer's Experimentations 보관됨 2008-09-07 - 웨이백 머신는 가장 오래 유지되고 있는 게이 게이머 기원의 웹사이트이다. 2002년 9월 11일에 처음으로 열었고, 게임 관련 소식과 정보를 첫 페이지에 제공하면서 활발한 게시판을 자랑하고 있다. 그 멤버들은 아주 활동적이어서 페니 아케이드 엑스포나 E³ 같은 게임 커뮤니티와 게이 프라이드와 폴섬 스트리트 페어 같은 게이 커뮤니티 양쪽의 다양한 행사들에 참가하기 위한 모임을 계획하기도 한다. 어떤 멀리 떨어진 멤버들까지 모아서 개인적인 모임을 조직하기도 한다.

## 같이 보기
- 성소수자 문화

## 참조
1. ↑  “You’re a Gaymer - Gay Gamers Surveyed”. SPOnG. 2006-06-12. 2007년 9월 29일에 원본 문서에서 보존된 문서. 2007년 10월 5일에 확인함.
2. ↑  Sliwinski, Alexander (2006년 6월 10일). “First-ever survey of gay videogamers”. 워싱턴 블레이드. 2007년 9월 28일에 원본 문서에서 보존된 문서. 2007년 10월 5일에 확인함.
3. ↑  Sliwinski, Alexander (2006년 6월 8일). “Gay video game player survey”. 인 뉴스위클리. 2009년 1월 1일에 원본 문서에서 보존된 문서. 2013년 2월 28일에 확인함.